# Szymon Korpak
Szymon Korpak (ur. 16 października 1880 w Drohobyczu, zm. 28 maja lub 29 czerwca 1940 w Przemyślu) – polski duchowny rzymskokatolicki, działacz społeczny.

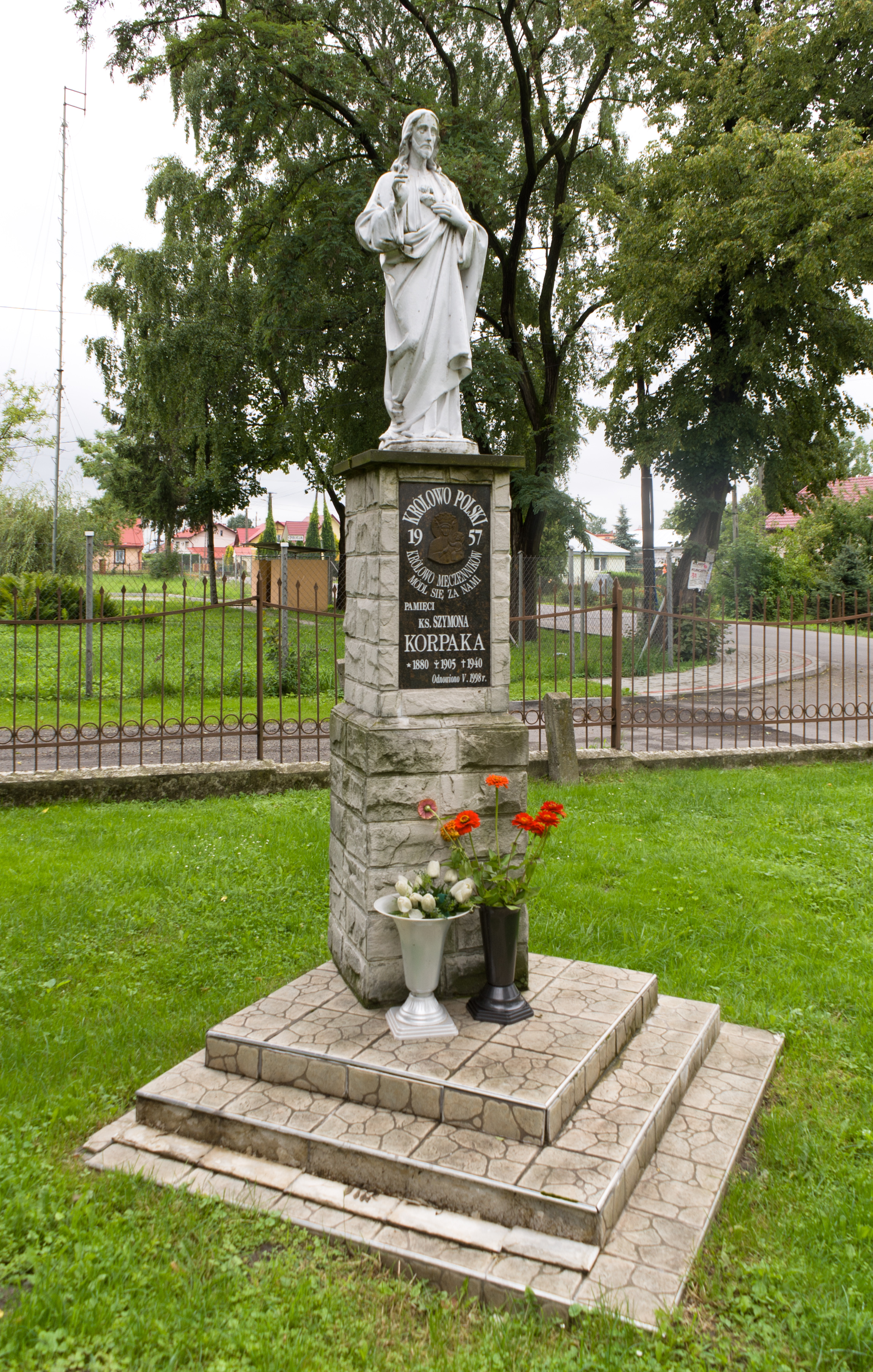
Pomnik upamiętniejący Szymona Korpaka w Medyce

## Życiorys
Urodził się w 1880. W 1900 ukończył VIII klasę i zdał egzamin dojrzałości w C. K. Wyższym Gimnazjum im. Franciszka Józefa w Drohobyczu. Kształcił się w Wyższym Seminarium Duchownego w Przemyślu. Tam 29 czerwca 1905 otrzymał święcenia prezbiteratu. Posługiwał jako wikary w parafii Narodzenia Najświętszej Maryi Panny w Kobylanach. W kwietniu 1909 jako wikary został przeniesiony do Sanoka. Od tego czasu był w Sanoku tymczasowym katechetą w trzyklasowej szkole wydziałowej męskiej połączonej z czteroklasową szkołą pospolitą. W tym okresie był kapłanem parafii Przemienienia Pańskiego. Na początku 1911 został przeniesiony do niemieckiego Hamburga z przeznaczeniem do pracy wśród Polonii. W 1912 jako wikary został przeniesiony z Jasła do Sanoka na stanowisko katechety w trzyklasowej szkole wydziałowej męskiej w Sanoku połączonej z czteroklasową szkołą pospolitą, od około 1913 imieniem Cesarza Franciszka Józefa. W Sanoku był katechetą w Przemysłowej Szkole Uzupełniającej. W tym okresie ponownie był kapłanem parafii Przemienienia Pańskiego. Został działaczem sanockiego gniazda Polskiego Towarzystwa Gimnastycznego „Sokół”, którego był kapelanem. 
Pozostając katechetą szkoły wydziałowej męskiej w Sanoku w kwietniu 1917 zdał egzamin konkursowy na proboszczów.
Od 1918 był proboszczem w parafii św. Stanisława Biskupa w Nozdrzcu. W 1922 dobrowolnie zrezygnował z tej funkcji i został mianowany komendarzem w Medyce, gdzie był administratorem parafii, a po utworzeniu samodzielnej parafii Świętych Apostołów Piotra i Pawła w 1927 został proboszczem. Przyczyniał się do rozwoju infrastruktury parafii, także w okolicach miejscowości. Działał społecznie. Wsparł utworzenie oddziału Akcji Katolickiej. Wsparł powstanie Domu Ludowego, popierał działalność Towarzystwa Szkoły Ludowej, działał w Towarzystwie Gospodarczym, Kółku Rolniczym, Kasie Stefczyka. Był zaangażowany w działalność patriotyczną.
W 1929 otrzymał przywilej noszenia rokiety i mantoletu (ponownie wyrozniony tym samym w 1933). 
Po wybuchu II wojny światowej i agresji ZSRR na Polskę z 17 września 1939 najpierw został usunięty przez sowietów z plebanii, a 2 listopada 1939 aresztowany i osadzony w więzieniu przy ul. Czarnieckiego w Przemyślu. Pierwotnie został skazany na karę śmierci, po czym karę zamienioną na 10 lat pobytu w łagrze. Nie doczekawszy wywózki zmarł 28 maja lub 29 czerwca 1940 w więzieniu przemyskim. Nie jest znane miejsce jego pochówku.
Ksiądz Szymon Korpak został upamiętniony pomnikiem ustanowionym przy kościele Świętych Apostołów Piotra i Pawła w Medyce.

## Ordery i odznaczenia
- Złoty Krzyż Zasługi (1937)[25]
- Srebrny Krzyż Zasługi (15 kwietnia 1929)[26]